# Annick Korrigan
Annick Korrigan (geboren 1936) ist eine französische Schauspielerin.

## Leben
Korrigan besuchte das Conservatoire national supérieur d’art dramatique, Jahrgang 1958. Sie war in einer Klasse mit Marie Dubois; die beiden hatten bereits während ihres Studiums an der Comédie-Française zusammen im Stück Un roi, deux dames et un valet von François Porché unter der Regie von Jacques Sereys gespielt. 1959 spielte sie die Rolle der Martine in Les Croulants se portent bien. Weitere Rollen: In Zi'Nico ou les Artificiers, einer Adaption von Denise Lemaresquier von Eduardo de Filippos Le Voci di dentro, war sie Elvire Cimmurata.
Ihr Fernsehdebüt gab sie in "Alibi d'Albi" in der Rolle der Marthe. Ihre bekannteste Rolle ist die der Hélène de Lartigautière in der Miniserie Mauregard (1969), der ersten Familiensaga im französischen Fernsehen, in der sie ihren guten Freund Maxence (Richard Leduc) heiraten soll und ihn mit ihrer besten Freundin Françoise (Claude Jade) zusammenbringt, wobei sie deren Liebe vor Maxences Familie schützt und fördert. Korrigan spielte danach bis 1976 noch in einigen Fernsehfilmen und Serien. 

## Theater (Auswahl)
- 1959: "Les Croulants se portent bien" Théâtre du Marais, Regie: Robert Manuel
- 1960: "Zi’Nico ou les Artificiers" nach Eduardo de Filippo, Théâtre de la Gaîté-Montparnasse, Regie: Michel Fagadeau
- 1963: L’École de dressage, mise-en-scène: Yves Gasc, rôle: Estifania
- 1967: Le Menteur (Pierre Corneille), Théâtre de l'Est Parisien, Regie: Daniel Leveugle

## Fernsehen (Auswahl)
- 1961: L'alibi d'Albi R: Jean Vernier
- 1962: Gargantua R: Pierre Badel
- 1962: Vient de paraître Regie: André Pergament
- 1966: Les affaires sont les affaires Regie:  Gilbert Peneau
- 1967: En votre âme et conscience: L'affaire Francey
- 1968: Mauregard, Serie von Claude de Givray
- 1970: Nanou (Nadine und die Olympiade), Serie von Georges Regnier
- 1970: Noële aux quatre vents, Regie: Henri Colpi
- 1971: L'exécution du Duc de Guise, Regie: Pierre Bureau
- 1974: L'accusée Regie: Pierre Goutas
- 1976: La vérité tient à un fil (Die Wahrheit hängt an einem Faden) R: Pierre Goutas